# Dipsas jamespetersi
Dipsas jamespetersi – gatunek niejadowitego węża z rodziny połozowatych (Colubridae). Występuje w zachodniej części Ameryki Południowej. Prowadzi głównie nadrzewny, nocny tryb życia.

## Systematyka
Takson ten po raz pierwszy zgodnie z zasadami nazewnictwa binominalnego opisali w 1989 roku ekwadorscy herpetolodzy Orcés i Almendáriz na łamach „Revista Politécnica”. Autorzy nadał mu nazwę Sibynomorphus petersi. Jako miejsce typowe wskazali Zhila w prowincji Azuay w Ekwadorze (3°39′45″S 79°17′26″W/-3,662500 -79,290556, wysokość 2250 m n.p.m.). Holotyp ma oznaczenie MEPN 2659 (pierwotnie EPN 2659), to dorosły samiec o długości 763 mm. Wyznaczono też dwa paratypy – samice. W 2018 roku A. Arteaga i współpracownicy przenieśli Sibynomorphus petersi do rodzaju Dipsas, jednocześnie zmienili epitet gatunkowy na jamespetersi, by uniknąć homonimii z taksonem Dipsas indica petersi, traktowanym przez niektórych autorów jako osobny gatunek Dipsas petersi.

### Etymologia
- Dipsas: gr. διψας dipsas, διψαδος dipsados „jadowity wąż, którego ukąszenie wywołuje silne pragnienie”[5].
- jamespetersi: na cześć Jamesa A. Petersa (1922–1972), amerykańskiego herpetologa[2].

## Morfologia
Jest to niewielki wąż o małej głowie, dosyć dużych oczach o jasnych tęczówkach i czarnych pionowych źrenicach. Górne części ciała są od żółtobrązowych poprzez ciemnobrązowe do szarych, z wyraźnymi, dosyć cienkimi ciemnymi poprzecznymi pręgami w liczbie od 29 do 59, które często mają zygzakowaty kształt, część z nich może być zredukowana do szeregu nieregularnych ciemnych punktów. Brzuch jaśniejszy z ciemnymi cętkami. Gatunek ten może być mylony z Dipsas oligozonata i Dipsas oreas. Różni się od tych gatunków tym, że posiada tarczkę przedoczną oraz mniejszymi, przerywanymi plamami, które w przedniej części ciała nie tworzą pełnych pręg.
Wymiary:
|                          | Samiec  | Samica  |
| Długość całkowita (mm)   | 763     | 771     |
| Długość SVL (mm)         | 609     | 506     |
| Łuski grzbietowe (rzędy) | 15      | 15      |
| Tarczki brzuszne         | 164–183 | 173–188 |
| Tarczki podogonowe       | 75–87   | 65–77   |

## Występowanie
Dipsas jamespetersi występuje w południowo-zachodnim Ekwadorze i północnym Peru. W Ekwadorze odnotowano go w prowincjach Azuay, Loja i Zamora-Chinchipe. Występuje na wysokościach 1250–3120 m n.p.m.

## Ekologia i zachowanie
Gatunek ten występuje w zaroślach górskich pierwotnych i wtórnych, tropikalnych wilgotnych lasach górskich, ale spotykano go także na pastwiskach, gruntach rolnych i w pozostałościach lasów. Prowadzą głównie nocny tryb życia. Największą aktywność wykazują o zmierzchu i w pierwszych godzinach nocnych w okresach wilgotnych, w trakcie opadów deszczu czy mżawki. Zjadają głównie ślimaki. Żerują najczęściej na powierzchni gruntu, ale także na gałęziach drzew i krzaków na wysokościach do 3 m nad poziomem gruntu. W ciągu dnia odpoczywa w bromeliowatych, w dolnych częściach agaw lub pod skałami czy kłodami drzew. Jest gatunkiem jajorodnym. Nie ma wielu informacji o rozrodzie tego gatunku, ale w dwóch odłowionych samicach stwierdzono po 5 jaj.

## Status
W Czerwonej księdze gatunków zagrożonych IUCN Dipsas jamespetersi jest klasyfikowany jako gatunek najmniejszej troski (LC, ang. Least Concern). Gatunek ten opisywany jest jako rzadki w Ekwadorze. Liczebność ani trend populacji nie zostały oszacowane.